# Ernst Hürlimann (Ruderer)
Ernst Hürlimann (* 19. Oktober 1934 in Wädenswil, Kanton Zürich) ist ein ehemaliger Schweizer Ruderer, der bei den Olympischen Spielen 1960 Dritter im Doppelzweier wurde.
Bei den Olympischen Spielen 1960 errang er gemeinsam mit Rolf Larcher die Bronzemedaille.